# Європейська асоціація зоопарків та акваріумів
Європейська асоціація зоопарків та акваріумів (англ. EAZA, European Association of Zoos and Aquaria) — організація, що об'єднує зоопарки та акваріуми спочатку Європи, а пізніше і інших країн. Налічує 340 членів з 41 країни світу. Створена у 1992 році. Члени асоціації працюють в Австрії, Бельгії, Хорватії, Чехії, Данії, Естонії, Фінляндії, Франції, Німеччині, Угорщині, Ірландії, Ізраїлю, Італії, Казахстані, Кувейті, Латвії, Литви, Люксембурзі, Нідерландах та інші країнах.
В Україні членом асоціації є Миколаївський зоопарк. Директор зоопарку, Володимир Топчій — член ради директорів EAZA. Також кандидатами на вступ до асоціації є Київський зоопарк та Харківський. 
Місією асоціації є сприяння співпраці для подальшого регіонального планування колекцій та збереження дикої природи. EAZA також сприяє освітній діяльності та консультує законодавців ЄС через постійні комітети Європейського парламенту та Європейської ради.
EAZA адмініструє програму EAZA Ex-Situ Program (EEP), програму управління та збереження популяції. Станом на 2022 рік у програмі представлено понад 400 видів тварин.
Кожен EEP має координатора, якому допомагає видовий комітет. Координатор збирає інформацію про стан всіх тварин, що утримуються в зоопарках і акваріумах EAZA, видів, за які вони відповідають, складає племінну книгу, проводить демографічний і генетичний аналіз, складає план майбутнього управління видами і надає рекомендації установам-учасникам.